# Les Vierges aux rochers
Les Vierges aux rochers (Le vergini delle rocce) est un roman de Gabriele d'Annunzio, publié en 1895 et traduit en français en 1897.

## Résumé
Son personnage principal est Claudio Cantelmo.